# Christa Depner

Christa Depner, studentă la Facultatea de Filologie, condamnată la 6 luni închisoare corecţională

Christa Depner (n. 26 martie 1936) a fost o opozantă a regimului comunist.

## Biografie
Christa Depner s-a născut la 26 martie 1936 în Brașov (germană Kronstadt). După absolvirea liceului s-a înscris la Facultatea de Filologie a Universității București (UB). În perioada când era studentă în anul III a participat la mișcările revendicative ale studenților din București în 1956 (vezi Mișcările studențești din București din 1956). A fost printre organizatorii unui miting de solidaritate în Piața Universității, programat pentru ziua de 15 noiembrie 1956. Studenții urmau să ceară satisfacerea unor revendicări cu caracter politic și social; era însă prevăzută și posibilitatea de transformare  a mitingului într-o mișcare de răsturnare a regimului comunist, în cazul în care numărul participanților era mare. A fost arestată la 15 noiembrie 1956, fiind judecată în lotul „Ivasiuc". La proces a participal și profesorul Mihai Gafița ca martor al acuzării; în depoziția sa a calificat atitudinea Christei Depner ca fiind „reacționară”.  Prin sentința Nr. 481 din 1 aprilie 1957 a Tribunalului Militar București, Depner a fost condamnată la 6 luni închisoare corecțională în cadrul delictului de agitație publică. A fost eliberată la  13 mai 1957, după expirarea pedepsei.  
În urma unei călătorii în străinătate în 1977 a decis să nu se mai întoarcă în România și și-a stabilit domiciliul în Franța.